# Luigi Albertini

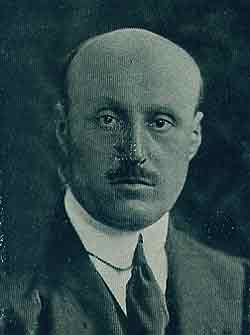
Luigi Albertini (ohne Jahr)

Luigi Albertini (* 19. Oktober 1871 in Ancona; † 29. Dezember 1941 in Rom) war ein italienischer Publizist und Politiker.

## Leben
Seit dem Jahr 1896 war Albertini bei der Mailänder Tageszeitung Corriere della Sera als Journalist beschäftigt. 1900 wurde er dessen Direktor und Miteigentümer. Unter seiner Leitung wurde der Corriere zur wichtigsten italienischen Zeitung und eines der liberalsten Blätter Europas.
In den Jahren 1914 und 1915 forderte er den Eintritt Italiens in den Ersten Weltkrieg auf der Seite der Entente. Bei der Abrüstungskonferenz in Washington im Jahr 1921 war er Mitglied der italienischen Delegation. Am 30. Dezember 1914 wurde er vom König zum Senator ernannt.
Als Mussolini mit dem Marsch auf Rom im Oktober 1922 die Macht ergriff, opponierte Albertini offen gegen den Faschismus. Infolgedessen war er 1925 gezwungen, die Leitung des Blattes an seinen Bruder Alberto abzugeben. Seither arbeitete er vorwiegend historisch-publizistisch, vor allem über den Ausbruch des Weltkrieges, und veröffentlichte zeitkritische politische Schriften.
In seinem Werk Le origini della guerra del 1914, das in den 1950er Jahren ins Englische übersetzt wurde, gab er zwar allen europäischen Staatsmännern die Schuld am Ersten Weltkrieg, dennoch sah er Deutschland als treibende Kraft in der Julikrise 1914, unter dessen Druck sich Österreich-Ungarn veranlasst gesehen habe, militärisch gegen Serbien vorzugehen. Klaus W. Epstein fasste Albertinis Position zur Kriegsschuldfrage zusammen:

„Er macht die serbische Regierung mitverantwortlich für das Attentat von Serajewo und bringt der scharf antiserbischen Politik Österreichs Verständnis entgegen; ja, er kritisiert sogar Österreichs Verzicht auf einen Präventivkrieg zwischen 1908 und 1914. Er kritisiert Deutschlands bedingungslose Unterstützung Österreichs in den Berliner Besprechungen am 5. Juli 1914, die Illusion einer Lokalisierung des österreichisch-serbischen Konfliktes, die Unfähigkeit Moltkes, Bethmanns und Wilhelms, und die ganze Konzeption des Schlieffen-Plans. […] Er kritisiert die Tatenlosigkeit der Entente gegenüber Österreich vom 5. bis 23. Juli, die vollständige Unterstützung Rußlands durch Poincaré, und die Passivität der englischen Politik unter Grey. Er glaubt, daß mit etwas mehr Energie und Klugheit von seiten Bethmanns, Sazonovs und Greys die Katastrophe hätte vermieden werden können, vielleicht mit der Formel: ‚Halt in Belgrad!‘“

Albertini wurde mit dem Orden der Krone von Italien ausgezeichnet.

## Trivia
In den 1930er Jahren erwarb Albertini das Weingut Castello di Torre in Pietra, das er mit seinem Sohn Leonardo und seinem Schwiegersohn Nicolò Carandini instand setzte und das heute von seinem Enkel geleitet wird.

## Schriften (Auswahl)
- Le origini della guerra del 1914, 3 Bände, Bocca, Mailand 1942–1943.
  - The Origins of the War of 1914. Übersetzt von Isabella M. Massey. 3 Bände, Oxford University Press, London [u. a.] 1952–1957.
- Venti anni di vita politica. 5 Bände, Zanichelli, Bologna 1950–1953.
- Luciano Monzali (Hrsg.): I Giorni di un Liberale. Diari 1907–1923. Il mulino, Bologna 2000.